# エドゥアール＝アンリ・アヴリル

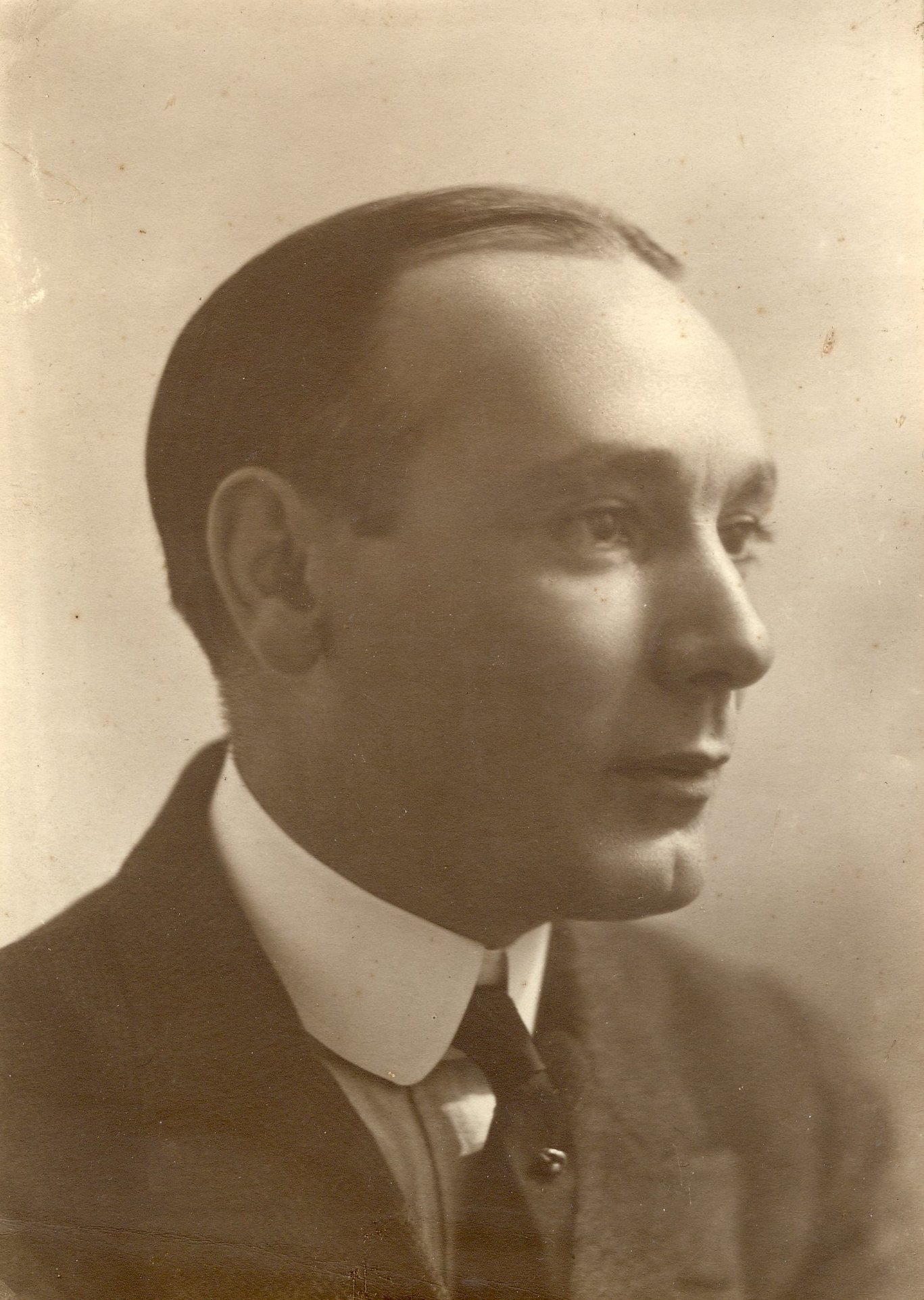
エドゥアール＝アンリ・アヴリル

エドゥアール＝アンリ・アヴリル（Édouard-Henri Avril、1843年5月21日於アルジェ - 1928年於Le Raincy）は、フランス人画家であり、営利本位の芸術家であった。
「ポール・アヴリル(Paul Avril)」という筆名を用い、彼は性愛文学の挿絵家でもあった。
アヴリルはパリのさまざまなサロンで芸術を学んだ。1874年から1878年にかけて、彼はパリのエコール・デ・ボザールに所属した。テオフィル・ゴーティエの小説『Fortunio』に挿絵を入れるよう依頼されたアヴリルは、筆名ポール・アヴリルを使い、彼の評判はたちまち安定した。そして彼は一流の作家の作品や、当時のいわゆる「galante literature」（性愛文学の形式）に挿絵を入れてほしいとの多くの依頼を受けた。これらの本は、よくあることだったが蒐集家によって組織化された予約制度(subscription basis)のもとで、少ない発行部数で売られた。
アヴリルは次のような作品に挿絵を描いている。
- ギュスターヴ・フローベールの『Salammbô』
- Gautierの『Le Roi Caundale』
- ジョン・クレランドの『ファニー・ヒル』
- Jean Baptiste Louvet de Couvrayの『Adventures of the Chevalier de Faublas』
- Mario Uchard の『Mon Oncle Barbassou』（ハレムの場面）
- ジュール・ミシュレの『The Madam』
- Hector Franceの『Musk, Hashish and Blood』
- ピエトロ・アレティーノ(Pietro Aretino)の作品
- 筆者不詳の官能小説『ガミアニ』

彼の主要な作品は、ドイツ人学者フリードリッヒ・カール・フォルベルク(Friedrich Karl Forberg)の『西洋古典好色文学入門(De Figuris Veneris: A Manual of Classical Erotica)』のデザインであった。

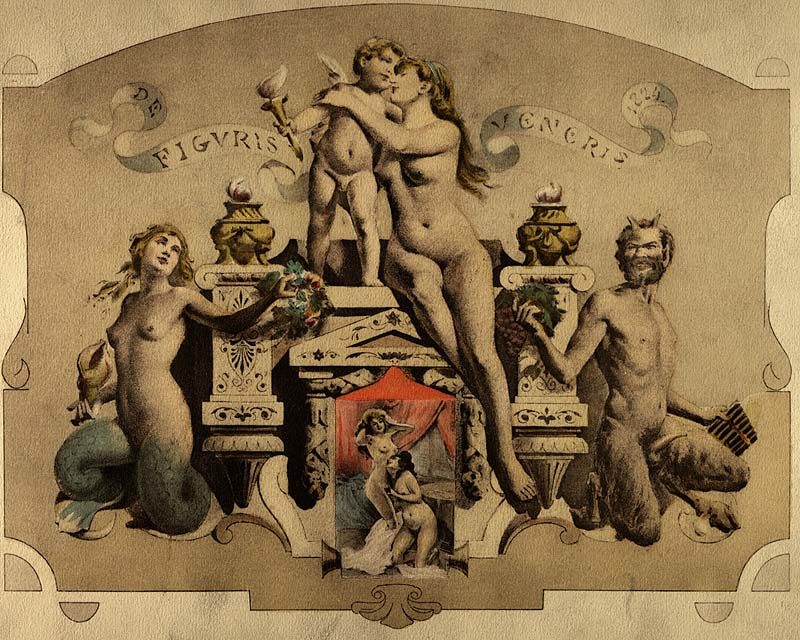
De Figuris Venerisの表紙イラスト
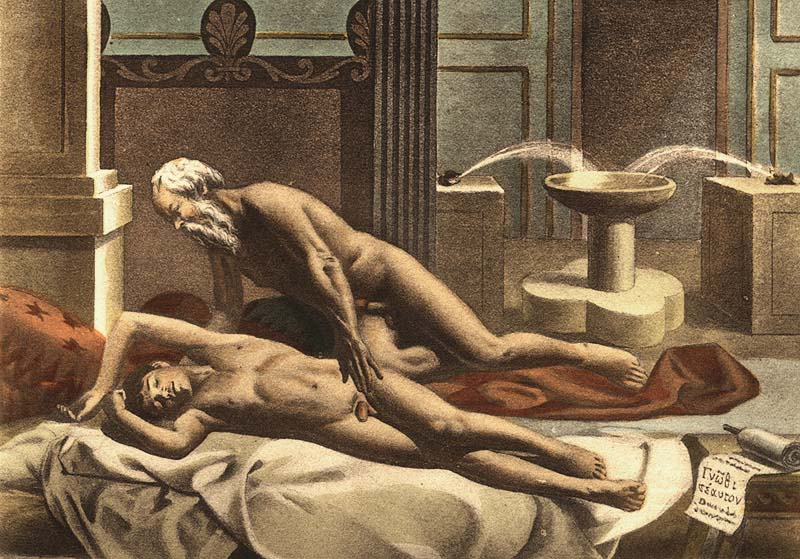
ソクラテスとアルキビアデス
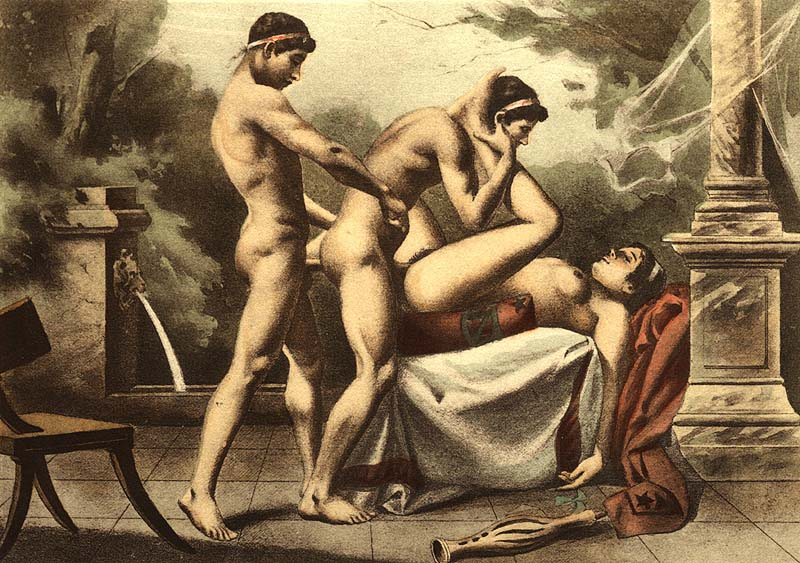
Threesome
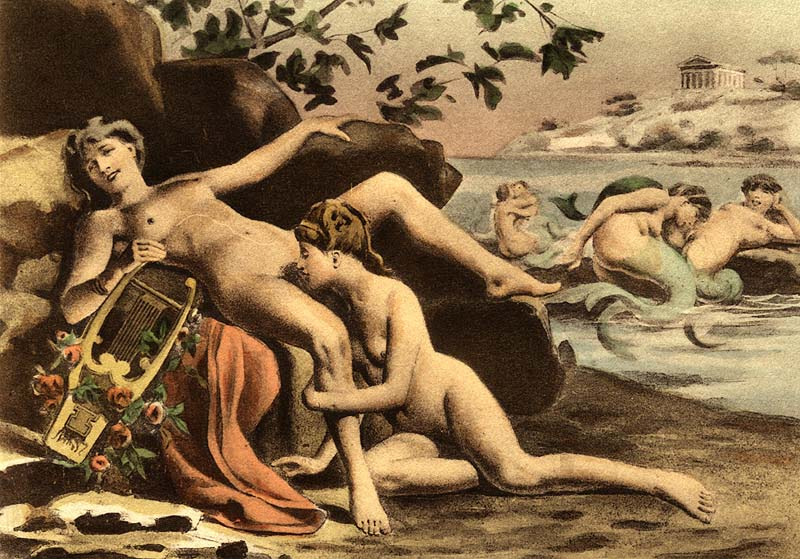
サッポー
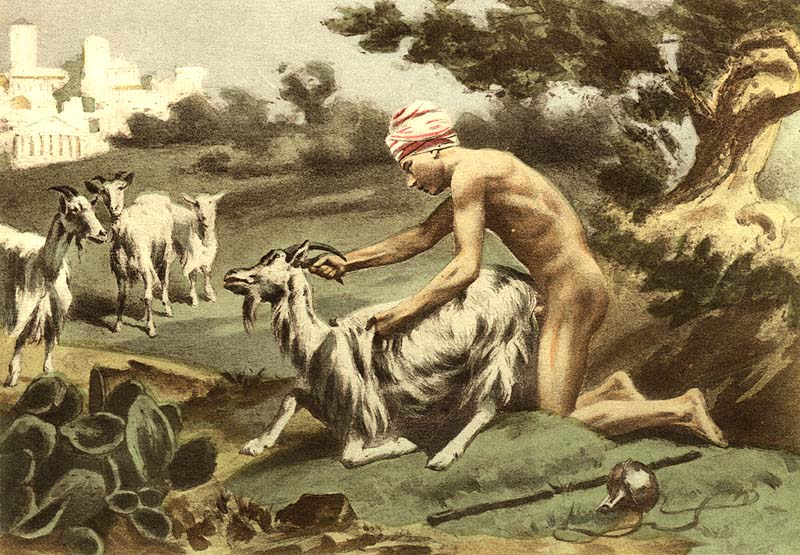
ヤギと男
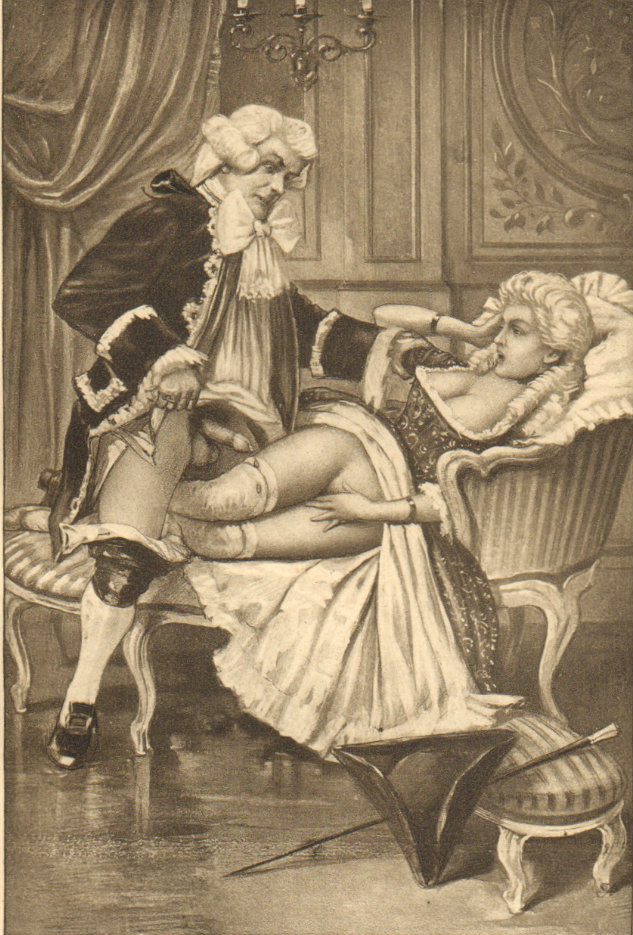
『ファニー・ヒル』の挿絵
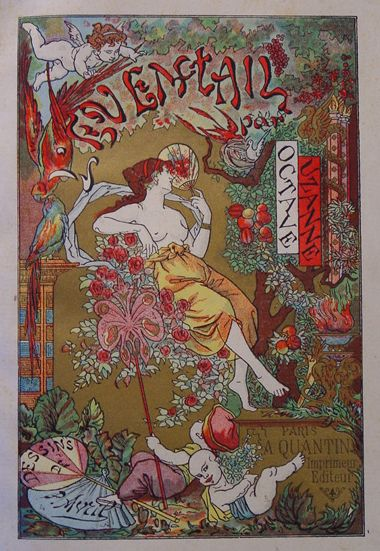